# Mobiel erfgoed
Mobiel erfgoed is erfgoed dat mobiel is, dus kan bewegen. Het betreft voornamelijk vervoermiddelen, die onderverdeeld worden in de sectoren water, weg, rail en lucht, dus: vaartuigen (varend erfgoed), wegvoertuigen (rijdend erfgoed), railvoertuigen (rollend erfgoed), en vliegtuigen (vliegend erfgoed). Mobiel en industrieel erfgoed zijn nauw met elkaar verbonden.
In Nederland heeft de Stichting Mobiele Collectie Nederland (MCN), opgericht in 2000, tot doel dit erfgoed in Nederland te inventariseren en te registreren. Voor de inventarisatie  en de registratie is het Nationaal Register Mobiel Erfgoed (NRME) opgericht.
In de Stichting Mobiele Collectie Nederland zijn de sectoren ‘weg’, ‘water’, ‘rail’ en ‘lucht’ vertegenwoordigd via hun koepelorganisaties, te weten de Federatie Varend Erfgoed Nederland (FVEN), de vereniging Historisch Railvervoer Nederland (HRN), de Federatie Historische Automobiel- en Motorfietsclubs (FEHAC) en de Nationale Federatie Historische Luchtvaart (NFHL). De Nederlandse collectie mobiel erfgoed bestaat uit honderdduizenden objecten, variërend van fietsen, koetsen en auto’s tot treinen en trams, vliegtuigen en schepen.